# 반딜라
《반딜라》(필리핀어: Bandila)는 필리핀의 심야 텔레비전 뉴스 프로그램이다.

## 같이 보기
- ABS-CBN